# Bloomfield (Film)
Bloomfield ist ein 1969 entstandenes britisch-israelisches Spielfilmdrama von und mit Richard Harris in der Rolle eines in einer Lebenskrise befindlichen Fußballspielers. An seiner Seite ist in der weiblichen Hauptrolle Romy Schneider zu sehen.

## Handlung
Israel in den ausgehenden 1960er Jahren. Eitan ist ein gefeierter Stürmer seines Fußballteams und zugleich das Idol des jungen Nimrod. Dessen Vater verspricht ihm, ihn zum möglicherweise letzten Spiel des alternden Fußballspielers ins Bloomfield-Stadion mitzunehmen, aber nur, wenn auch Nimrods schulische Leistungen stimmen. Da aber liegt das Problem: seine Versetzung ist gefährdet, da sich die Junge lieber auf dem Fußballplatz aufhält und dort selbst das Leder tritt. Nimrod nimmt nicht ganz zu Unrecht an, dass der Vater nun sein Versprechen nicht einhalten wird und reißt daher per Anhalter aus, um seinen Helden persönlich im Bloomfield-Stadium zu treffen. Eitan selbst hat längst seinen Karriere-Zenit überschritten, doch hat er sich immer wieder dazu überreden lassen, noch ein Spiel und noch ein Spiel ranzuhängen. Seine Freundin Nira, die als talentierte Bildhauerin auf dem Weg zum Ruhm ist, möchte ebenfalls, dass er endlich aufhört und sich einen „vernünftigen“ Job sucht. Doch wer will ihn schon haben? Ein von seinem Verein in Aussicht gestellter Posten als Trainer ist noch nicht in „trockenen Tüchern“, bestimmte „Freunde“ erweisen sich als unzuverlässig.
Als letzter Strohhalm vor dem endgültigen Niedergang bietet sich ausgerechnet Yasha an, ein skrupelloser Spielerkollege, der Eitan sagt, er brauche sich um seine Zukunft keine Sorgen mehr zu machen, wenn er dafür sorge, dass sein Verein das nächste Spiel verliere. Auch ein luxuriöses Auto „winkt“ als Geschenk. Eitan lehnt zunächst ab, doch die Angst davor, Nira zu verlieren, Yashas Druck und der Zorn über die Haltung seines Vereinsvorstandes lässt ihn schließlich einknicken. Lediglich der kleine Nimrod, für den er der große Held ist, bietet Eitan eine angenehme Abwechslung. Beide unternehmen eine wilde, gemeinsame Fahrt an den Strand. Als das nächste, entscheidende Spiel ansteht, betrinkt sich Eitan hemmungslos. Erst als er Nimrod enttäuscht und Nira ihm ordentlich den Kopf wäscht, kommt Eitan zur Besinnung und beabsichtigt, sein Leben neu zu ordnen. Zur zweiten Halbzeit des entscheidenden Spiels läuft er auf das Spielfeld und gibt noch einmal all seine Kraft, um die Mannschaft zum Sieg zu führen.

## Produktionsnotizen
Bloomfield, die einzige Regiearbeit des Schauspielers Harris, entstand 1969 und wurde im Juni 1971 im Rahmen der Berlinale erstmals vorgestellt. Deutscher Massenstart war am 31. August 1973. In den USA wurde Bloomfield 1973 unter dem Titel The Hero verliehen.
Für den altgedienten Kameraveteran Otto Heller war dies der letzte Film. Kurz nach Ende der Dreharbeiten erkrankte er schwer und starb im Februar 1970. Richard Macdonald entwarf die Filmbauten.

## Kritiken
„Als Regisseur wie als Schauspieler ist Mr. Harris niemand, der sich selbst gegenüber keine Nachsicht zeigt. Sein Auftritt ist überfüllt von Schwerpunkten, die auf Sympathie und unpräzisen Zorn abzielen. Aber dieser Film ist ebenso manieriert. (…) Durch diesen Film wandelt Romy Schneider wie durch den Großteil ihrer Erwachsenenkarriere: wie ein benebeltes Rätsel, schön, mysteriös und unaufregend. Der Junge, Kim Burfield, ist ein vollendeter Schauspieler – aber ihm wird sehr viel Leine gelassen, ganz im Stil von Mr. Harris.“

„Sentimental-launenhaft, unattraktiv gespielt.“

„Dilettantisch inszenierter Gefühlskitsch mit zeitweiligen poetischen Anwandlungen.“